# روبي كرين
روبي كرين (بالإنجليزية: Robbie Crane)‏ هو موسيقي أمريكي، ولد في 5 يناير 1969 في مقاطعة أورانج في الولايات المتحدة.

## وصلات خارجية
- الموقع الرسمي
- روبي كرين على موقع ميوزك برينز (الإنجليزية)
- روبي كرين على موقع ديسكوغز (الإنجليزية)